# Visrivier (Namibië)
De Visrivier is een onbevaarbare rivier in Namibië. De lengte ervan is 650 km, waarmee het de langste rivier in Namibië is. Het stroomgebied heeft een oppervlakte van ruim 54.000 km². De oorsprong ligt in het oosten van het Naukluftgebergte vanwaar het 150 km is tot de Hardapdam bij Mariental. Daar wordt de waterstroom volledig geblokkeerd, het water dat verder stroomafwaarts gaat is afkomstig van zijrivieren beneden de dam. Een tweede dam, de Neckartal-dam op 40 km ten westen van Keetmanshoop, is gebouwd tussen 2014 en 2018. 
De stroming is afhankelijk van het seizoen, in de droge tijd in de winter kan de stroom geheel opdrogen. In de benedenloop gaat de rivier door de Fish River Canyon, een canyon met een lengte van 160 km en op sommige plaatsen 550 m diep. In dat deel wordt de Visrivier geflankeerd door de Hunsbergen met onder andere de Verneukberg. De monding in de Oranjerivier ligt bij de grens met Zuid-Afrika ten zuidwesten van Ai-Ais, op ongeveer 100 km van de Atlantische Oceaan.
De Visrivier is voor toerisme ontsloten door een 85 km lang wandelpad van Hobas naar Ai-Ais. Deze route kan in de wintermaanden (mei t/m september) worden afgelegd. Langs de benedenloop bevinden zich meerdere overnachtingsmogelijkheden, onder andere van de Namibia Wildlife Resorts.

## Afbeeldingen

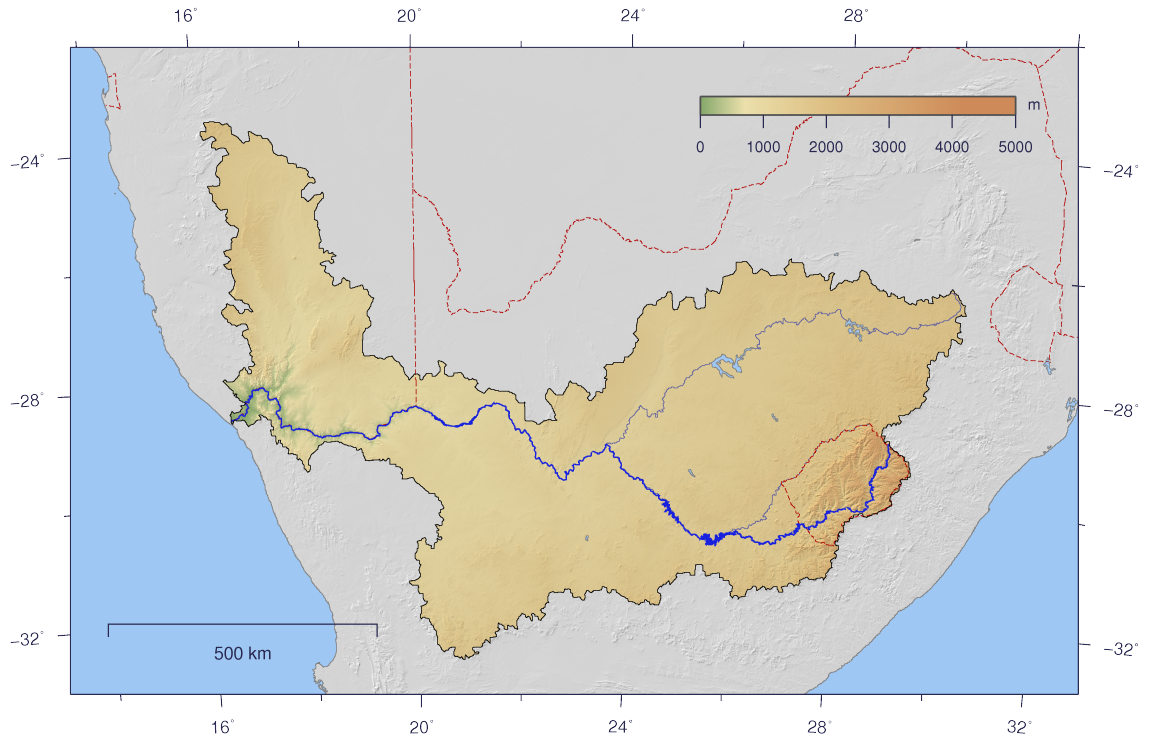
Stroomgebied van de Visrivier en de Oranjerivier
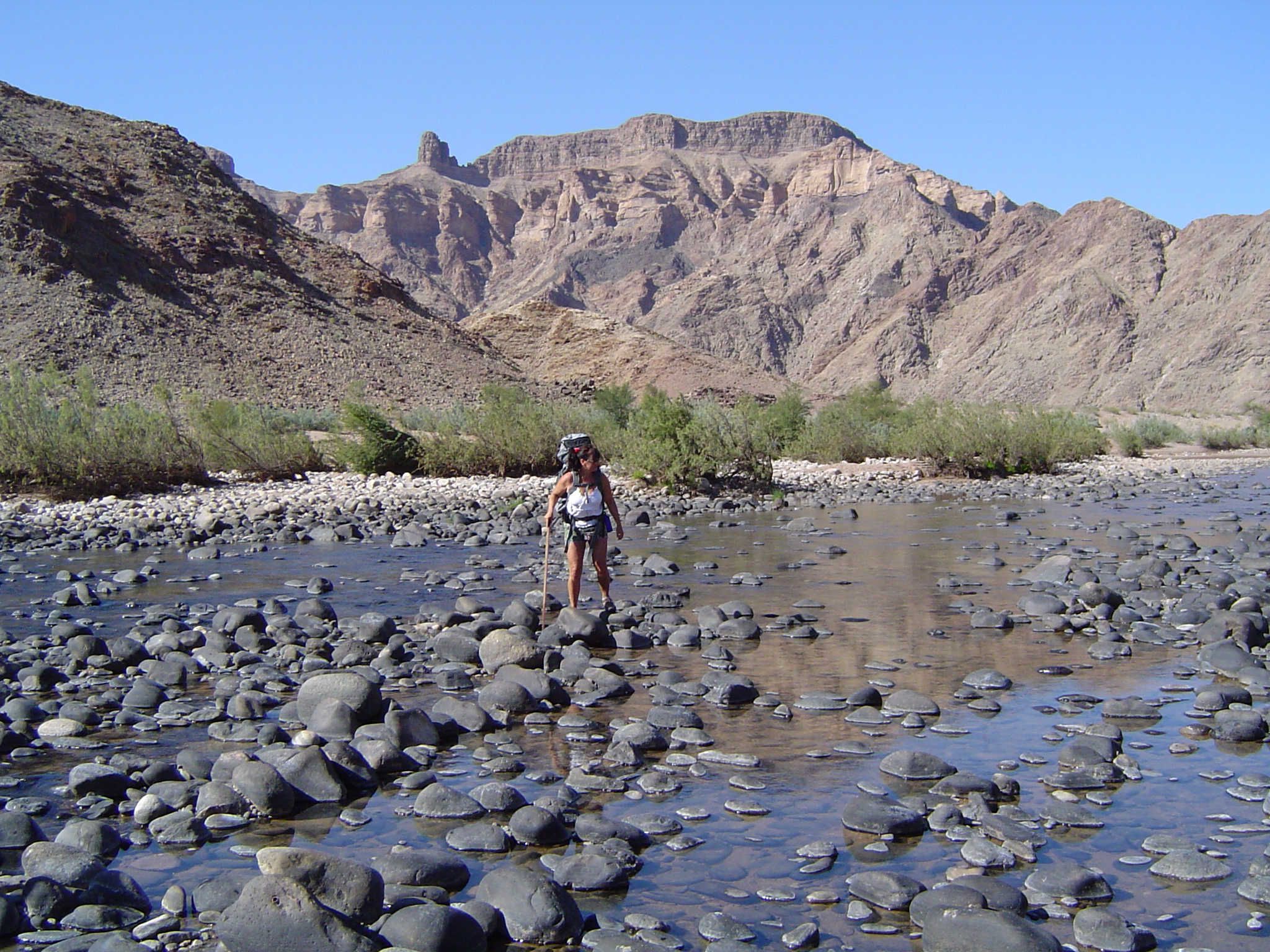
Visrivier in de canyon
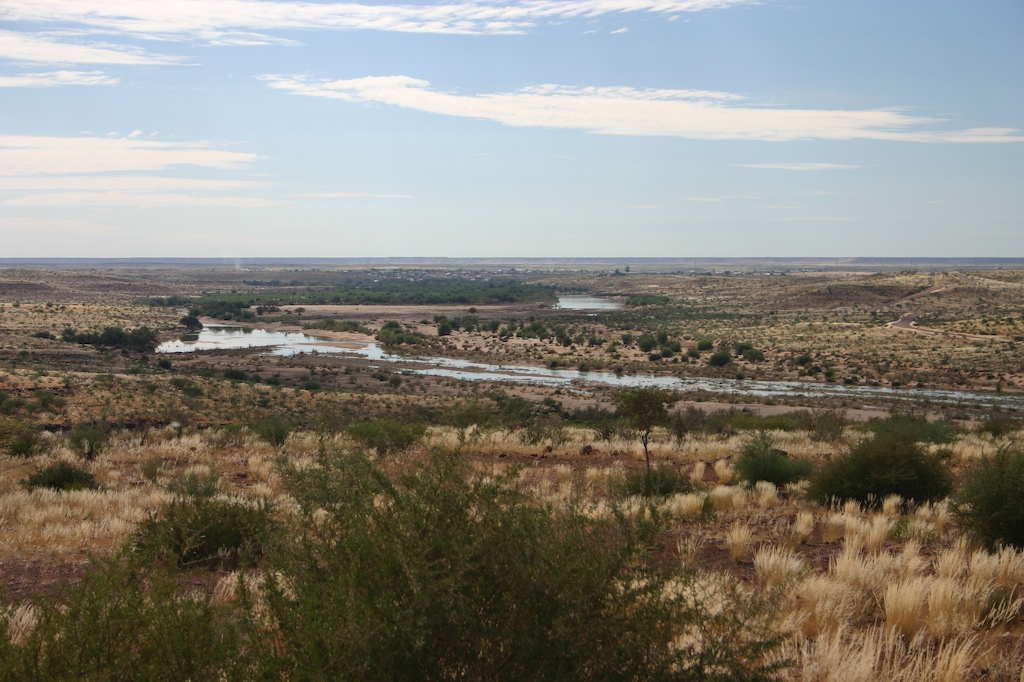
Visrivier bij Gibeon
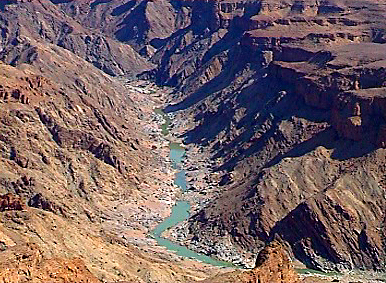
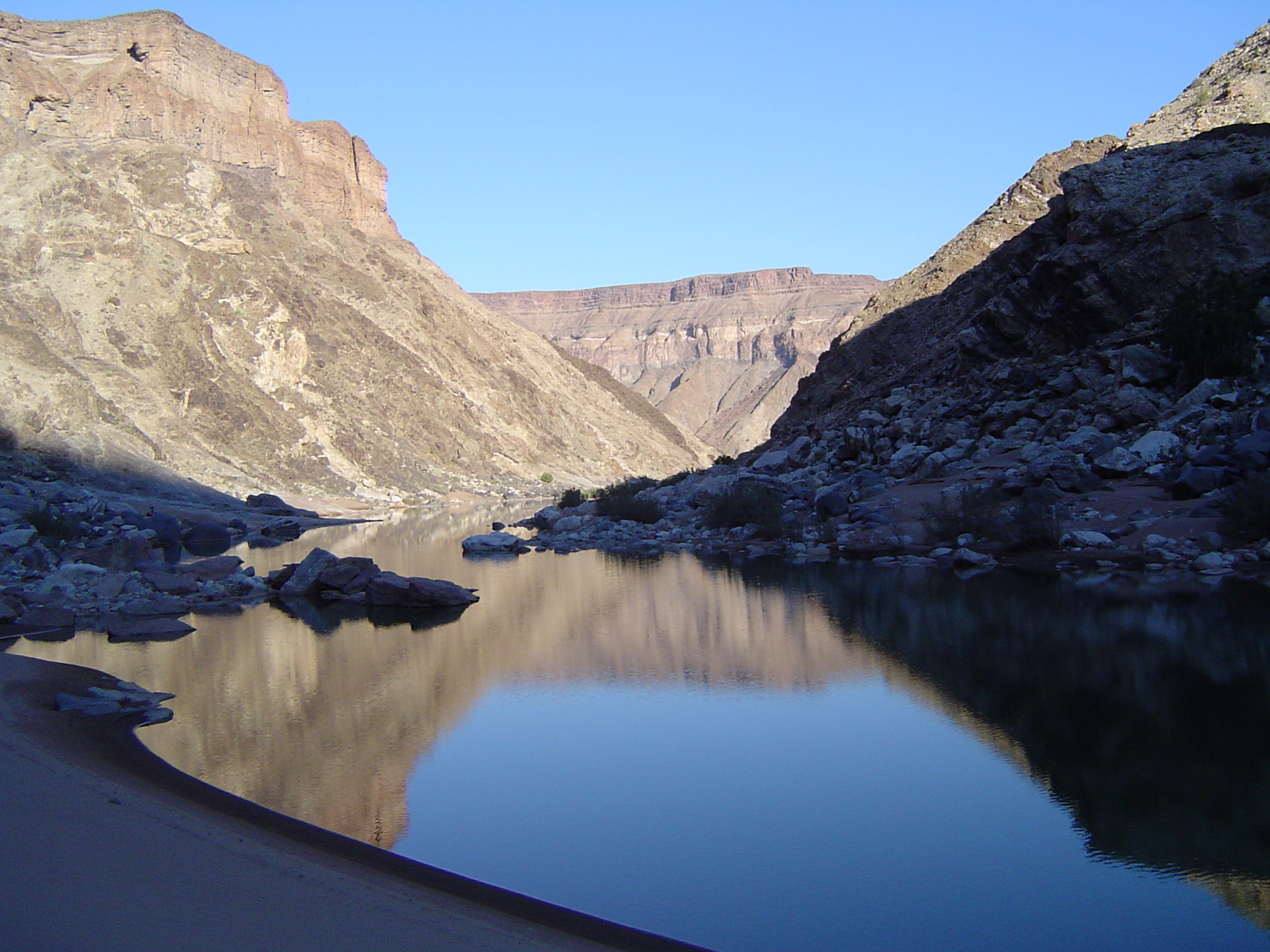
Bodem van de canyon
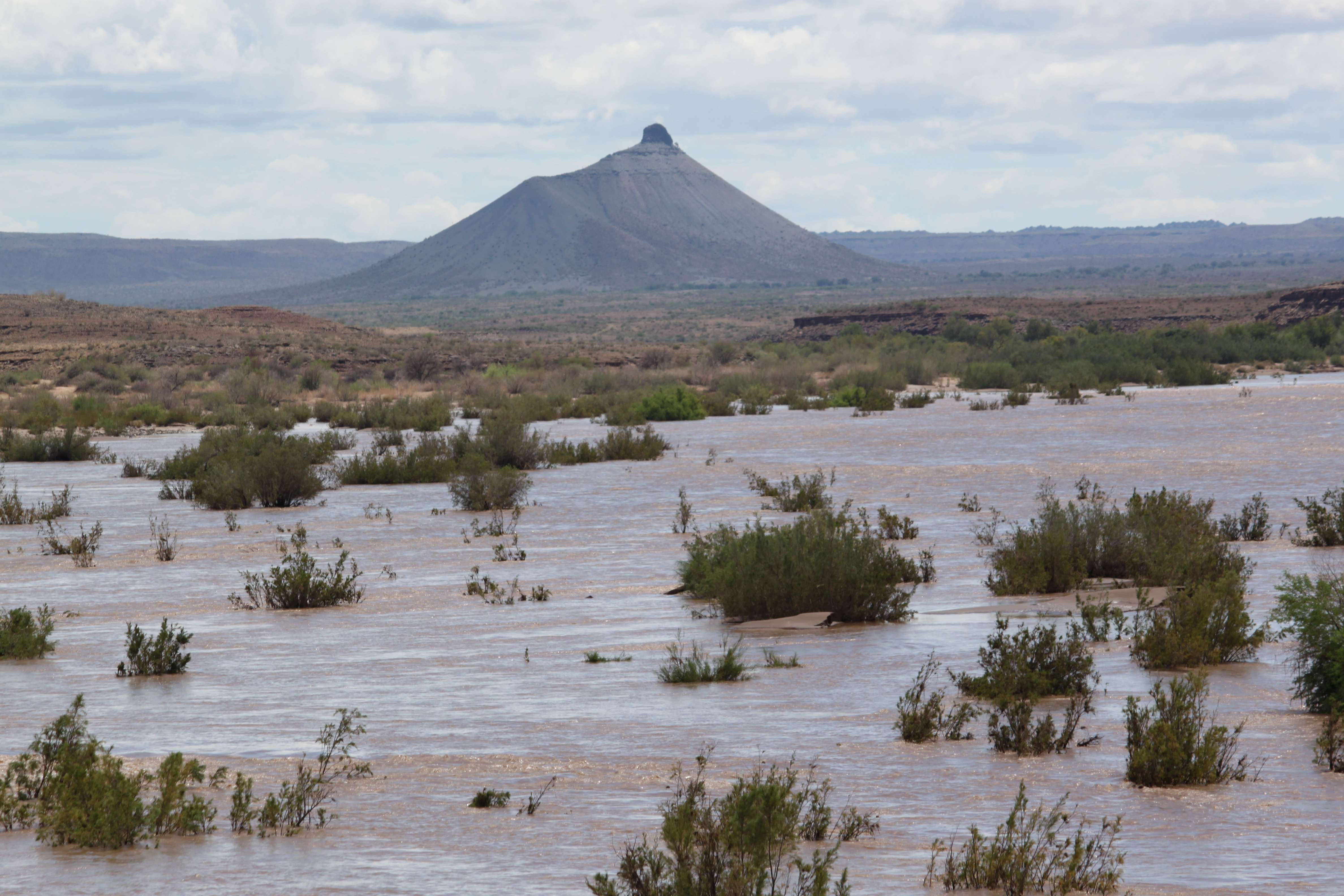
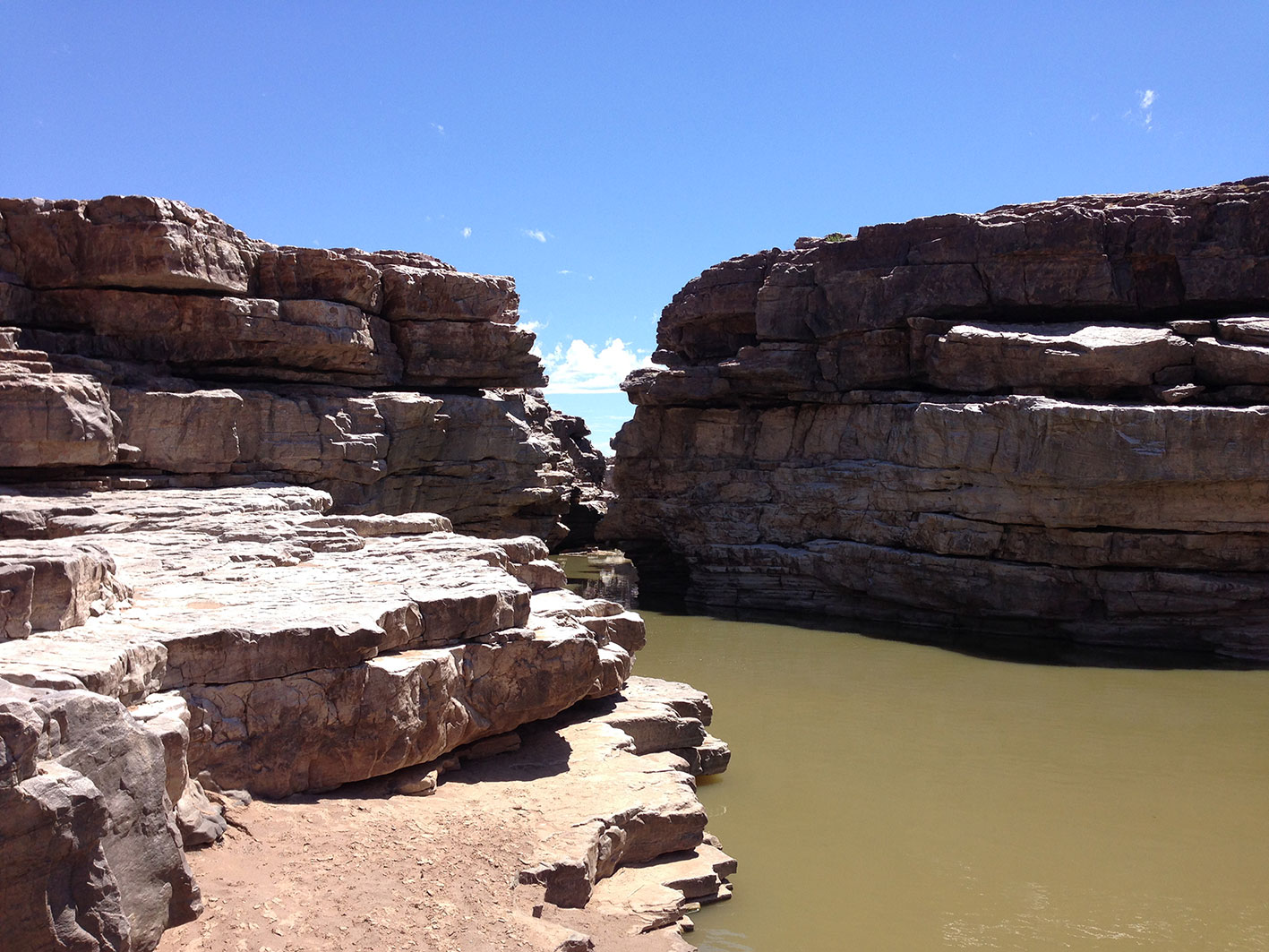
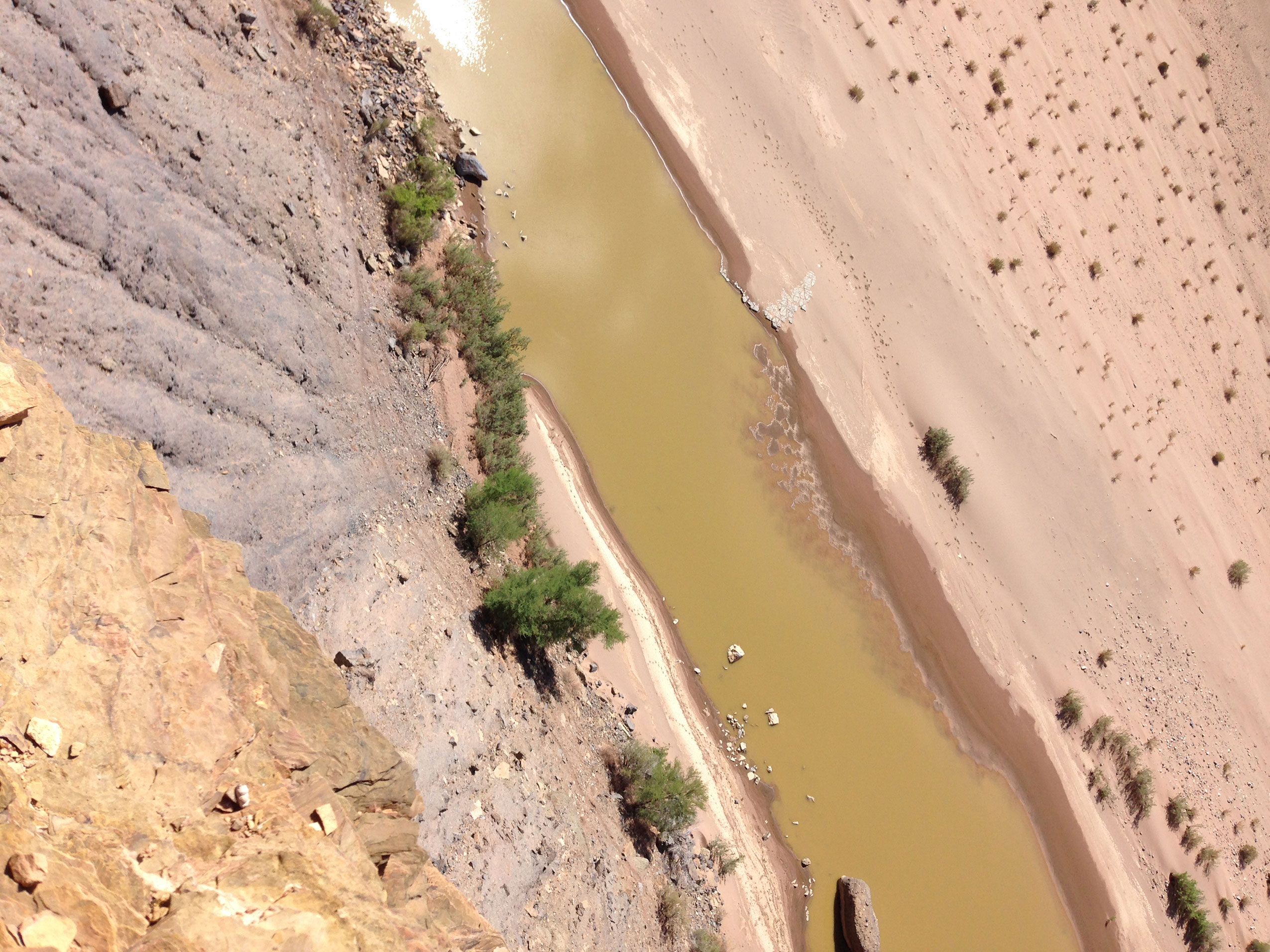
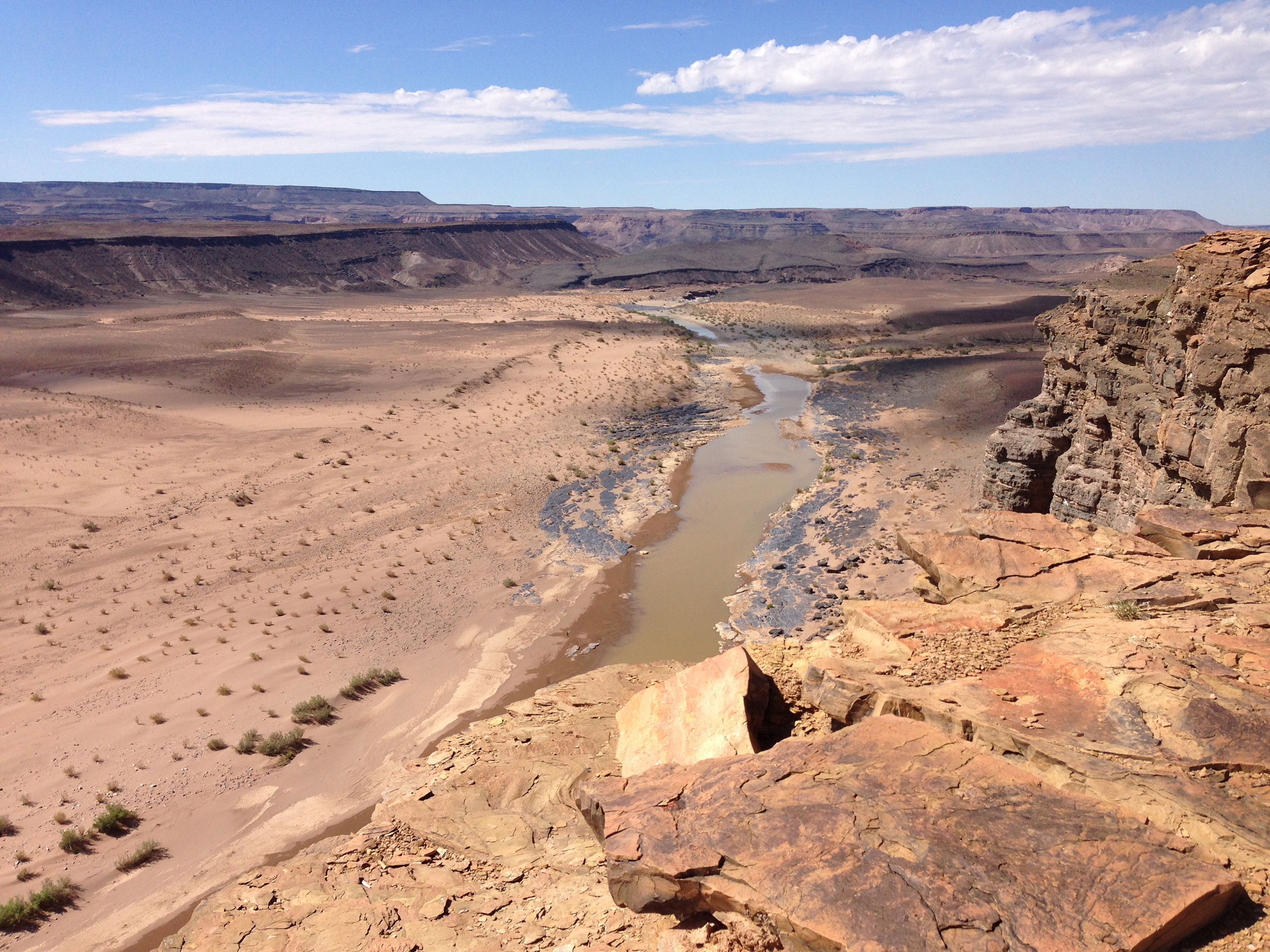
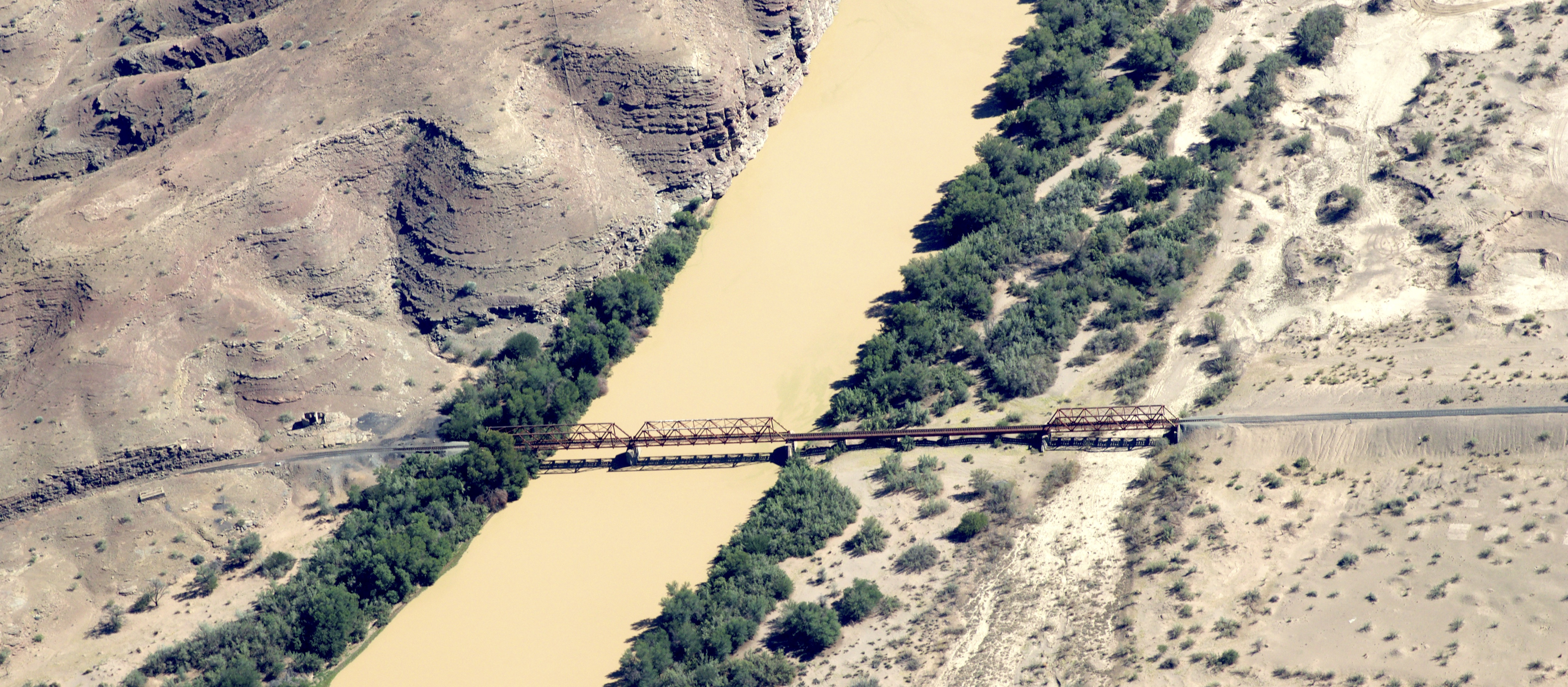
Spoorbrug bij Seeheim (2018)

- Library of Congress Control Number: sh2001006853
- Nationale Bibliotheek van Israël: 987007544521505171
- Virtual International Authority File: 315140370